# Denise Lievesley
Denise Anne Lievesley est une statisticienne sociale britannique. 

## Carrière
Elle est directrice générale du Centre anglais d'information sur la santé et les services sociaux, directrice des statistiques à l'UNESCO, en cette qualité, elle fonde l'Institut de statistique de l'UNESCO, et directrice (1991–1997) de ce qui est aujourd'hui le UK Data Archive (connu sous le nom d'ESRC Data Archive et sous le nom de Data Archive  pendant son mandat).
Alors qu'elle est directrice des archives de données, Lievesley occupe le poste de professeur de méthodes de recherche à l'Université de l'Essex. Elle est conseillère spéciale des Nations unies pour les statistiques, en poste à Addis-Abeba.
Elle est présidente de la Royal Statistical Society de 1999 à 2001 et présidente de l'Institut international de statistique (2007-2009) et de l'Association internationale de statistique officielle (1995-1997). Elle est nommée Commandeur de l'Ordre de l'Empire britannique (CBE) dans les honneurs d'anniversaire de 2014 pour ses services aux sciences sociales.
De 2015 à 2020, elle est directrice du Green Templeton College, à Oxford,.
Elle est membre honoraire du St Edmund's College de Cambridge.